# Oliveira de Azeméis
Pour les articles homonymes, voir Oliveira.
Oliveira de Azeméis est une municipalité (en portugais : concelho ou município) du Portugal, située dans le district d'Aveiro et la région Nord.

## Géographie
Oliveira de Azeméis est limitrophe :
- au nord-est, d'Arouca,
- à l'est, de Vale de Cambra et Sever do Vouga,
- au sud, d'Albergaria-a-Velha,
- à l'ouest, d'Estarreja et Ovar,
- au nord-ouest, de Santa Maria da Feira et São João da Madeira.

## Démographie
| 1801   | 1849   | 1900   | 1930   | 1960   | 1981   | 1991   | 2001   | 2004   |
| ------ | ------ | ------ | ------ | ------ | ------ | ------ | ------ | ------ |
| 16 943 | 16 899 | 29 506 | 33 072 | 46 263 | 62 821 | 66 846 | 70 721 | 71 243 |

## Subdivisions

Carte des paroisses d'Oliveira de Azeméis.

Depuis la loi no 11-A/2013 du 28 janvier 2013, portant réorganisation administrative du territoire des freguesias, la municipalité d'Oliveira de Azeméis est subdivisée en 12 paroisses (freguesia en portugais) contre 19 auparavant :
- Carregosa
- Cesar
- Fajões
- Loureiro
- Macieira de Sarnes
- Nogueira do Cravo e Pindelo (fusion de Nogueira do Cravo et Pindelo)
- Oliveira de Azeméis, Santiago de Riba-Ul, Ul, Macinhata da Seixa e Madail (fusion d'Oliveira de Azeméis, Santiago de Riba-Ul, Ul, Macinhata da Seixa et Madail)
- Ossela
- Pinheiro da Bemposta, Travanca e Palmaz (fusion de Pinheiro da Bemposta, Travanca et Palmaz)
- São Martinho da Gândara
- São Roque
- Vila de Cucujães